# جان هاتون
جان هاتون (بالإنجليزية: Jean Hatton)‏ هي ممثلة أسترالية، ولدت في 1922.

## وصلات خارجية
- جان هاتون على موقع IMDb (الإنجليزية)
- جان هاتون على موقع قاعدة بيانات الفيلم (الإنجليزية)